# Kwas chromowy
Kwas chromowy, nazwa Stocka: kwas chromowy(VI), H
2CrO
4 – nieorganiczny związek chemiczny z grupy kwasów tlenowych.

## Otrzymywanie
Powstaje w wyniku reakcji tlenku chromu(VI) z wodą:
CrO
3 + H
2O  →  H
2CrO
4

## Właściwości
Jest mocnym, dwuprotonowym kwasem. Występuje wyłącznie w roztworach wodnych, w których ulega dwustopniowej dysocjacji:
H
2CrO
4 + H
2O  →  HCrO−
4 + H
3O+

HCrO−
4 + H
2O  →  CrO2−
4 + H
3O+

Podczas zatężania ulega dimeryzacji do kwasu dichromowego:
2H
2CrO
4  →  H
2Cr
2O
7 + H
2O
lub
2HCrO−
4  →  Cr
2O2−
7 + H
2O
Objawia się to zmianą koloru roztworu z żółtego na pomarańczowy. Dalsze zatężanie prowadzi do powstawania form oligomerycznych, H
2Cr
3O
10, H
2Cr
4O
13, …, H
2Cr
nO
3n+1, aż do całkowitego odwodnienia i uzyskania bezwodnika kwasu chromowego, czyli CrO
3.
W zależności od stopnia polimeryzacji tworzy różne rodzaje soli: źółte chromiany (np. K
2CrO
4), pomarańczowe do czerwonych dichromiany (np. pomarańczowy K
2Cr
2O
7 i ciemnoczerwony  Ag
2Cr
2O
7) oraz wyższe tri-, tetra- i polichromiany.
Jest silnym utleniaczem.

## Zastosowanie
Mieszanina kwasu chromowego i kwasu siarkowego nosi nazwę chromianki, która ze względu na swoje niezwykle silne właściwości utleniające używana była do czyszczenia szkła laboratoryjnego (obecnie nie jest stosowana ze względu na szkodliwość związków chromu(VI) dla środowiska). Kwas chromowy znajduje zastosowanie w stomatologii, służąc do przyżegania chorobotwórczo zmienionej śluzówki.
Jest także używany w motoryzacji oraz lotnictwie przy procesach specjalnych takich jak anodowanie w kwasie chromowym, które zabezpieczają detale przeciwko korozji oraz przygotowują powierzchnie detalu do malowania.